# Sleeps with Angels
| 전문가 평가                   | 전문가 평가 |
| 평가 점수                     | 평가 점수   |
| 출처                          | 점수        |
| ----------------------------- | ----------- |
| AllMusic                      | [ 1 ]       |
| Encyclopedia of Popular Music | [ 2 ]       |
| The Music Box                 | [ 3 ]       |
| Robert Christgau              | A−          |

《Sleeps with Angels》는 캐나다의 싱어송라이터 닐 영의 스무 번째 스튜디오 음반으로, 1994년 8월 16일에 더블 LP와 싱글 CD로 리프리즈 레코드에 발매되었다. 데이비드 브릭스가 공동 프로듀싱한 이 음반은 영의 크레이지 호스와 함께한 일곱 번째 음반이다.

## 배경 및 녹음
이 음반은 영과 크레이지 호스가 《After the Gold Rush》 가지고 놀았던 대기 실험들 중 일부를 되찾기 위한 의식적인 시도로 착안되었다. 음반의 대부분은 사실 이전에 녹음되었지만, 영은 그의 유서에서 그를 인용한 커트 코베인의 자살 이후 타이틀곡을 만들었다. 두 곡 (〈Western Hero〉와 〈Train of Love〉)은 가사가 다른 같은 음악을 특징으로 한다. 〈Safeway Cart〉는 클레르 드니의 1999년 영화 《아름다운 직업》의 행진 장면에서 사운드트랙에 수록되어 있다.
《Sleep with Angels》는 그가 플루트를 연주하는 유일한 닐 영의 음반이다.

## 곡 목록
모든 곡들은 특별한 언급이 없는 한 닐 영에 의해 작사/작곡하였다.
| #   | 제목                      | 작사·작곡                                   | 재생 시간 |
| --- | ------------------------- | ------------------------------------------- | --------- |
| 1.  | 〈My Heart〉              |                                             | 2:44      |
| 2.  | 〈Prime of Life〉         |                                             | 4:02      |
| 3.  | 〈Driveby〉               |                                             | 4:43      |
| 4.  | 〈Sleeps with Angels〉    |                                             | 2:44      |
| 5.  | 〈Western Hero〉          |                                             | 4:00      |
| 6.  | 〈Change Your Mind〉      |                                             | 14:39     |
| 7.  | 〈Blue Eden〉             | 영, 랄프 몰리나, 프랭크 삼페드로, 빌리 탤벗 | 6:22      |
| 8.  | 〈Safeway Cart〉          |                                             | 6:29      |
| 9.  | 〈Train of Love〉         |                                             | 3:57      |
| 10. | 〈Trans Am〉              |                                             | 4:07      |
| 11. | 〈Piece of Crap〉         |                                             | 3:15      |
| 12. | 〈A Dream That Can Last〉 |                                             | 5:27      |

## 인증
| 국가                       | 인증 | 판매량/출하량 |
| -------------------------- | ---- | ------------- |
| 영국 (BPI)                 | 골드 | 100,000^      |
| 미국 (RIAA)                | 골드 | 500,000^      |
| ^출하량을 기반으로 한 인증 |      |               |